# بيت العفة
بيت العفة (أو بيت الأخلاق)  هو فكرة مقترحة مرفقة ولكن لم يتم التصديق عليه في إيران حيث يمكن للأزواج التفاعل مع بعضهم البعض لأداء نكاح المتعة.
في عام 2002، كان السبب الرئيسي لإعادة دور العفة إلى وضعها السابق هو منع انتشار الدعارة في المدن.

## أنصار دور العفة
اقترح العديد من رجال الدين المحافظين البارزين وضع البغايا في ملاجئ تديرها الحكومة للنساء المعوزات ليتم تسميتها «بيوت العفة»، حيث يمكن للزبائن الذكور الزواج منهن لفترة وجيزة بموجب ممارسة الشيعة لنكاح المتعة. يجادل مؤيدو الفكرة بأنها «تقضي على الفساد الاجتماعي» من خلال إضفاء الشرعية على العلاقات الجنسية بين الرجال والنساء.
وقال آية الله محمد موسوي بوجنوردي أحد مؤيدي الخطة: "نحن نواجه تحديا حقيقيا مع كل هؤلاء النساء في الشارع. مجتمعنا في حالة طوارئ ". قال حجة الإسلام محمد تقي فاضل ميبودي، عضو مدرسة قم، إن الاقتراح قانوني دينياً. قال: شبابنا مضطربون. هناك فقر وبطالة وهروب المزيد والمزيد من الفتيات من منازلهن. في مجتمع توجد فيه اختلافات حادة بين الأغنياء والفقراء، سيستخدم الرجال الأغنياء هؤلاء الفتيات الفقيرات من أجل الإثارة السريعة وإشباع دوافعهم وشهوتهم ".

## المعارضة
كانت الجماعات النسائية صريحة بشكل خاص حول فكرة دور العفة. ووصفت شهربانو أماني، وهي نائبة برلمانية إيرانية، فكرة إنشاء دار العفة بأنها «إهانة وعدم احترام للمرأة». وقال المجلس الثقافي للمرأة، وهو جماعة نسائية إسلامية ليبرالية، إن مثل هذه البيوت ستكون شكلا من أشكال الدعارة «المخادعة والضعيفة».